# Teunisbloem

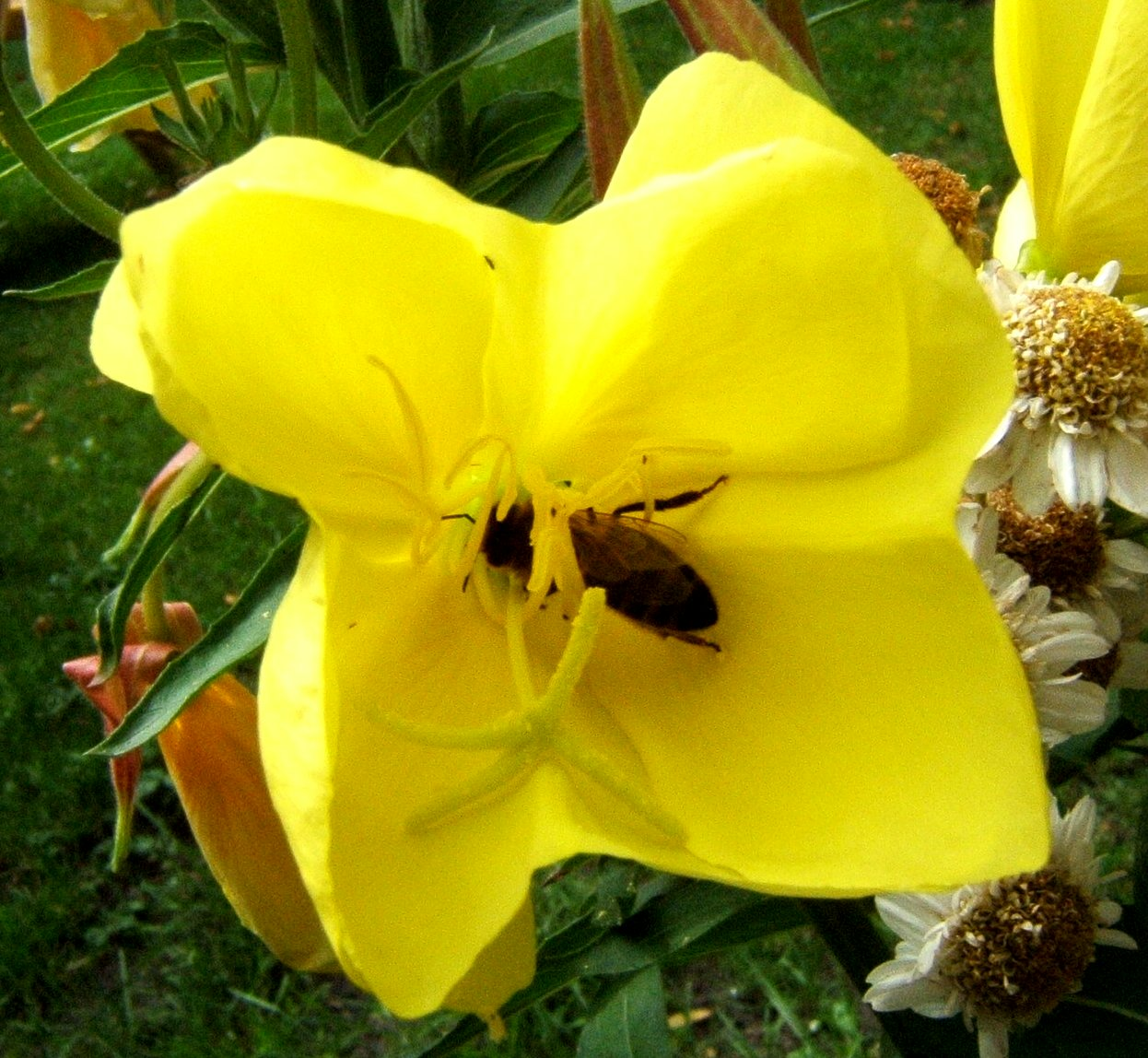
Teunisbloem met insect

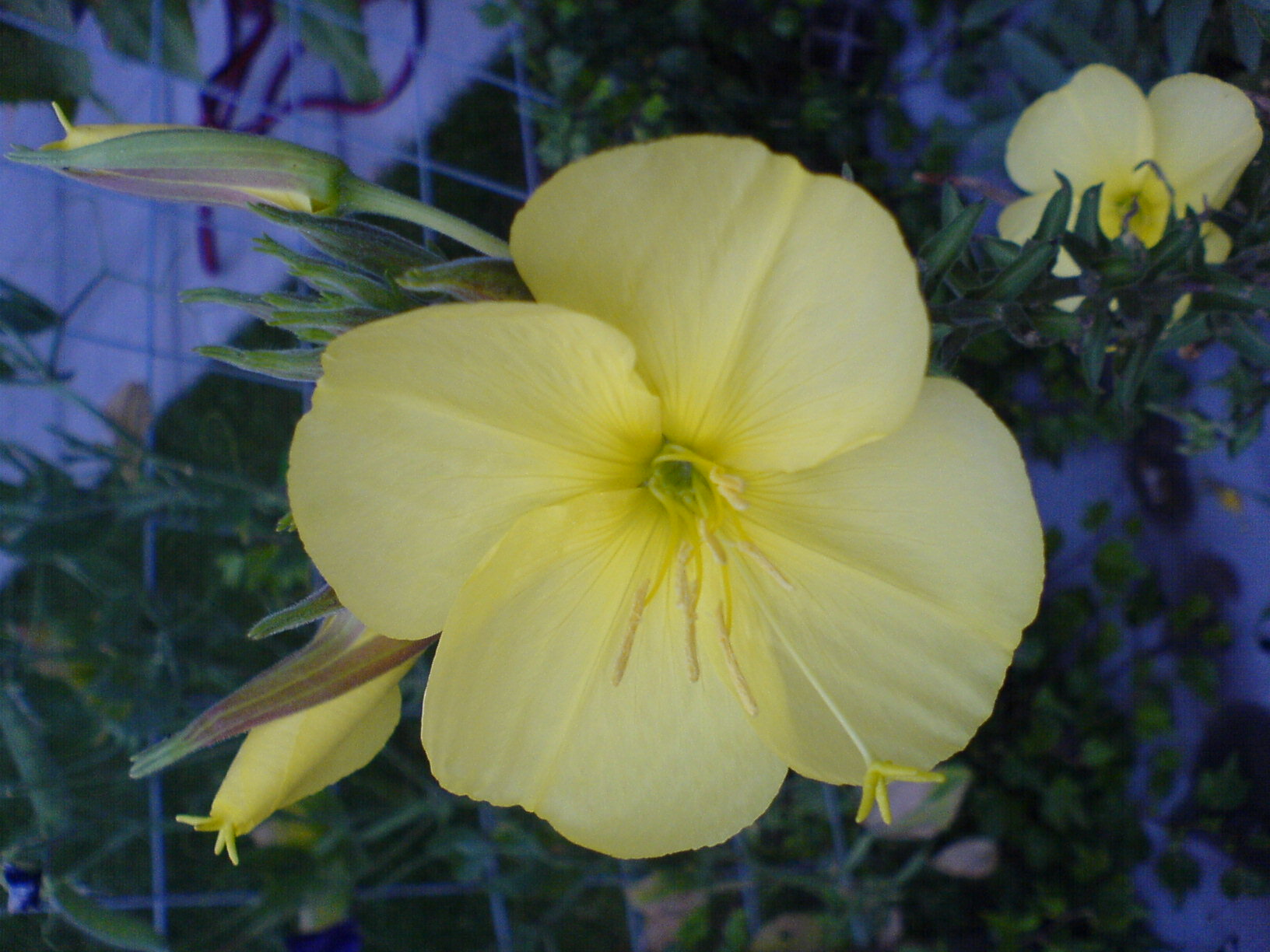
Net geopende teunisbloem

Teunisbloem (Oenothera) is een geslacht van zo'n 125 soorten eenjarige, tweejarige en vaste planten uit de teunisbloemfamilie (Onagraceae). De soorten komen van nature voor in Zuid- en Noord-Amerika, maar zijn ondertussen ingeburgerd in vele landen.
De Nederlandse naam teunisbloem is afgeleid van Sint Antonius van Padua, omdat de plant bloeit rond diens naamdag (13 juni).

## Kenmerken
Het geslacht heeft gele bloemen met vier kroonbladen. Er bestaan ook soorten met witte, roze of rode bloemen. De bloemen staan rechtop of schuin omhoog. De bloemen bezitten een kelkbuis.
De plant bloeit van eind juni tot midden november. De zaden van de meeste soorten rijpen van augustus tot oktober. De zaaddoos bevat circa 200 zaadjes waaruit een kostbare olie wordt gewonnen.
Het geslacht is verwant aan het wilgenroosje. Veel soorten zijn nachtbloeiers en hebben de gewoonte de bloemen 's avonds in de schemering te openen. De knoppen ontvouwen zich in enkele minuten tot bloemen. De volgende dag verwelken ze, maar 's avonds gaan weer nieuwe bloemen open, zo wekenlang. Ze worden door nachtactieve insecten bestoven.

## Voorkomen
De meeste soorten komen nog steeds voor in hun oorspronkelijke verspreidingsgebied in Midden- en Noord-Amerika. Van de in Europa ingevoerde soorten loopt de noordgrens van hun verspreidingsgebied tot in Finland.
In de natuur zijn het vaak de eerste planten die nieuwe grond koloniseren. Ze worden dan ook vaak op ruderale gronden, zandgronden, wegbermen, duinen, kapvlakten en dergelijke gevonden.

## Medicinale toepassingen
Teunisbloemolie uit de zaden van teunisbloem is rijk aan onverzadigde vetzuren. Het gehalte aan gamma-linoleenzuur kan oplopen tot 14 %. Door de bijzondere samenstelling kunnen ontstekingen in het lichaam gunstig worden beïnvloed.

## Overige toepassingen
De bladeren van verschillende soorten zijn tijdens de Tweede Wereldoorlog wel gebruikt als vervanging voor tabak.

## Tuin
Zaden kunnen van het late voorjaar tot de vroege zomer in de volle grond gezaaid worden.
De plant is meestal met karige grond tevreden. Op voedselrijke grond wordt ze gemakkelijk weggeconcurreerd door andere soorten. Wieden van andere soorten is dan gewenst.
Hoewel er drie soorten in het wild voorkomen, worden deze ook vaak in tuinen aangeplant. Hiernaast worden er diverse cultivars gekweekt. Vooral de soorten Oenothera fruticosa, Oenothera macrocarpa en Oenothera speciosa staan aan de basis van veel cultivars.
Hiernaast is een aantal hybriden geselecteerd:
- Oenothera 'African Sun'
- Oenothera 'Apricot Delight'
- Oenothera 'Cold Crick'
- Oenothera 'Lemon Sunset'
- Oenothera 'Longest Day'

## Geschiedenis
Men neemt aan dat het geslacht 70.000 jaar geleden in Mexico en Midden-Amerika is ontstaan. Gedurende het Pleistoceen werd Noord-Amerika afwisselend bedekt met vier ijstijden en warme perioden. Gedurende elke warme periode werd Noord-Amerika weer bedekt met planten vanuit Midden-Amerika, waarbij de naar het noorden oprukkende planten zich mengden met restanten van voor de ijstijd. Dit zorgde voor een grote genetische variatie.
De eerste planten arriveerden vanuit Virginia in 1614 in Padua bij de Orto botanico di Padova. Ze werden door de Engelse botanicus John Goodyer in 1621 beschreven. Ze zijn nu in een groot deel van Europa aanwezig.
De plant kwam waarschijnlijk begin 1700 in Europa en werd in 1749 door de Zweedse botanicus Peter Kalm herontdekt.
Het geslacht werd oorspronkelijk Onagra genoemd. Onagra betekent voedsel van onager en werd het eerst gebruikt in een Engelse publicatie van Philip Miller in 1754 (Gardeners Dictionary: Abridged).
Vandaag is de Teunisbloem overal in Europa aan straatranden, spoorbanen en op voedselarme gronden te vinden.

## Taxonomie
In Europa komen vier soorten en één hybride voor, die ook alle in België en/of Nederland voorkomen:
- Grote teunisbloem (Oenothera glazioviana, synoniem: Oenothera erythrosepala) - sinds de 19e eeuw.[1]
- Kleine teunisbloem (Oenothera parviflora) - sinds de 18e eeuw. In recentere publicaties staat dat het in de Benelux gaat over Oenothera deflexa of de zandteunisbloem.[2]
- Zandteunisbloem (Oenothera deflexa)
- Middelste teunisbloem (Oenothera biennis) - sinds de 17e eeuw
- Duinteunisbloem (Oenothera oakesiana)
- Bastaardteunisbloem (Oenothera × fallax)

| Plant                 | Afmeting kroonblad | Kleur kelkbladeren                | Stand kelkbladeren                         | Lengte:breedte bladeren |
| --------------------- | ------------------ | --------------------------------- | ------------------------------------------ | ----------------------- |
| Grote teunisbloem     | 3,5-6 cm           | Bij knoppen buitenkant roodachtig | Toppen van kelkbladen in knop samengedrukt | 3-4:1                   |
| Middelste teunisbloem | 2,5-3 cm           | Groen                             | Toppen van kelkbladen in knop samengedrukt | 3-4:1                   |
| Kleine teunisbloem    | 9-16 mm            |                                   | top kelkbladen in knop uiteenwijkend       | 5:1                     |
| Duinteunisbloem       | 8-16 mm            |                                   |                                            |                         |
| Zandteunisbloem       | 8-12 mm            |                                   |                                            |                         |

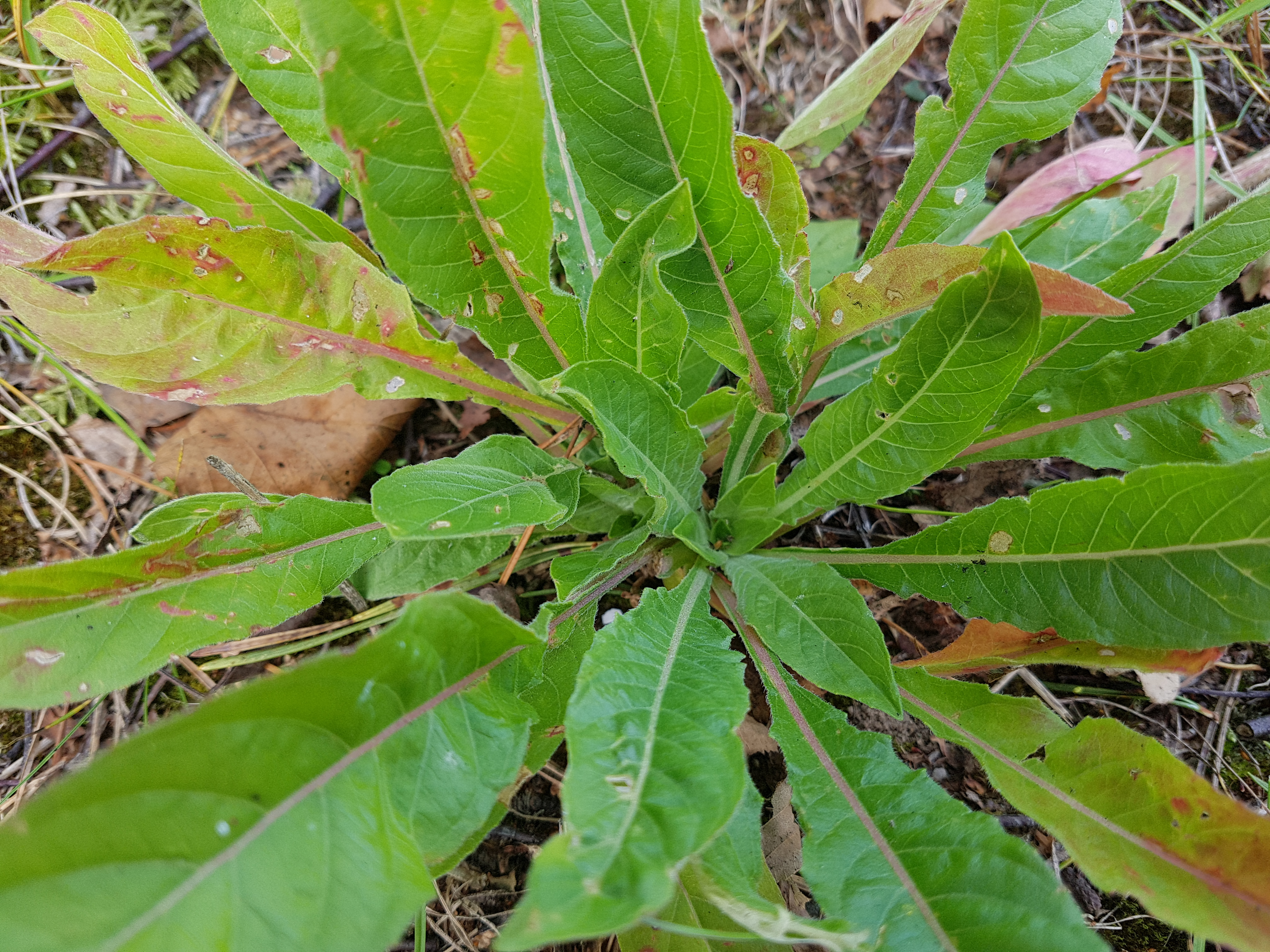
Het bladrozet
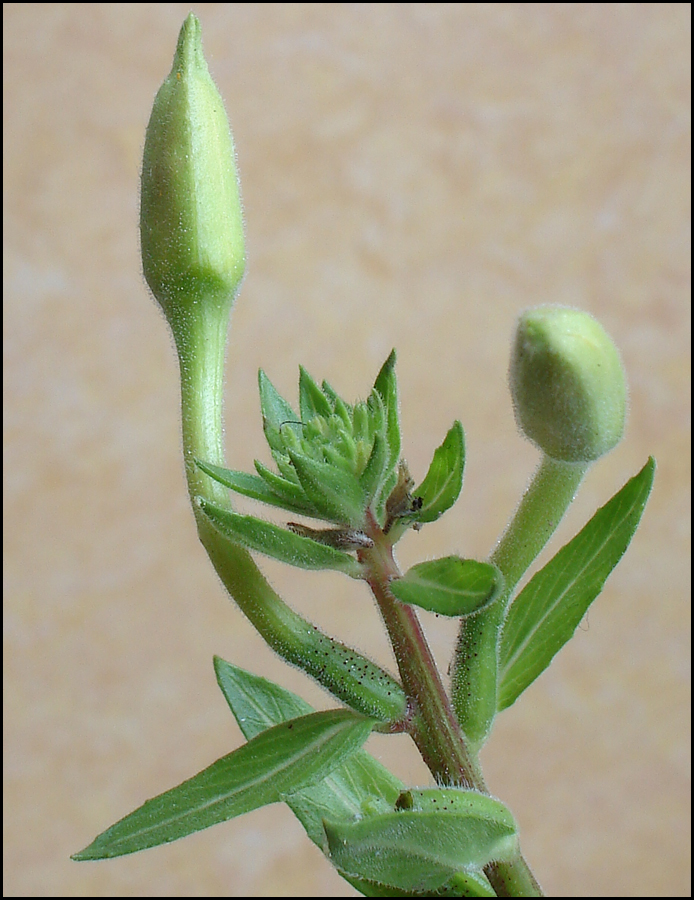
In knop
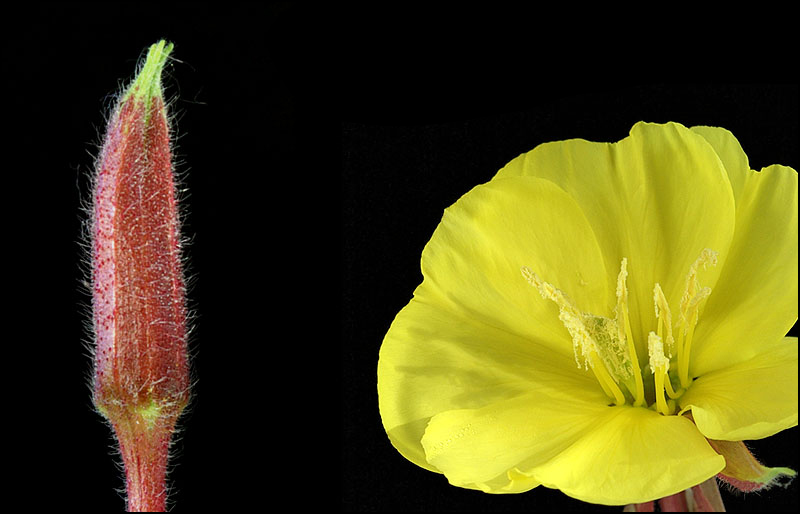
Knop en bloem
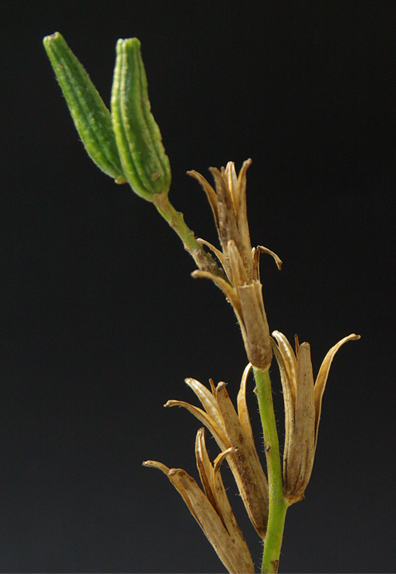
Zaaddozen
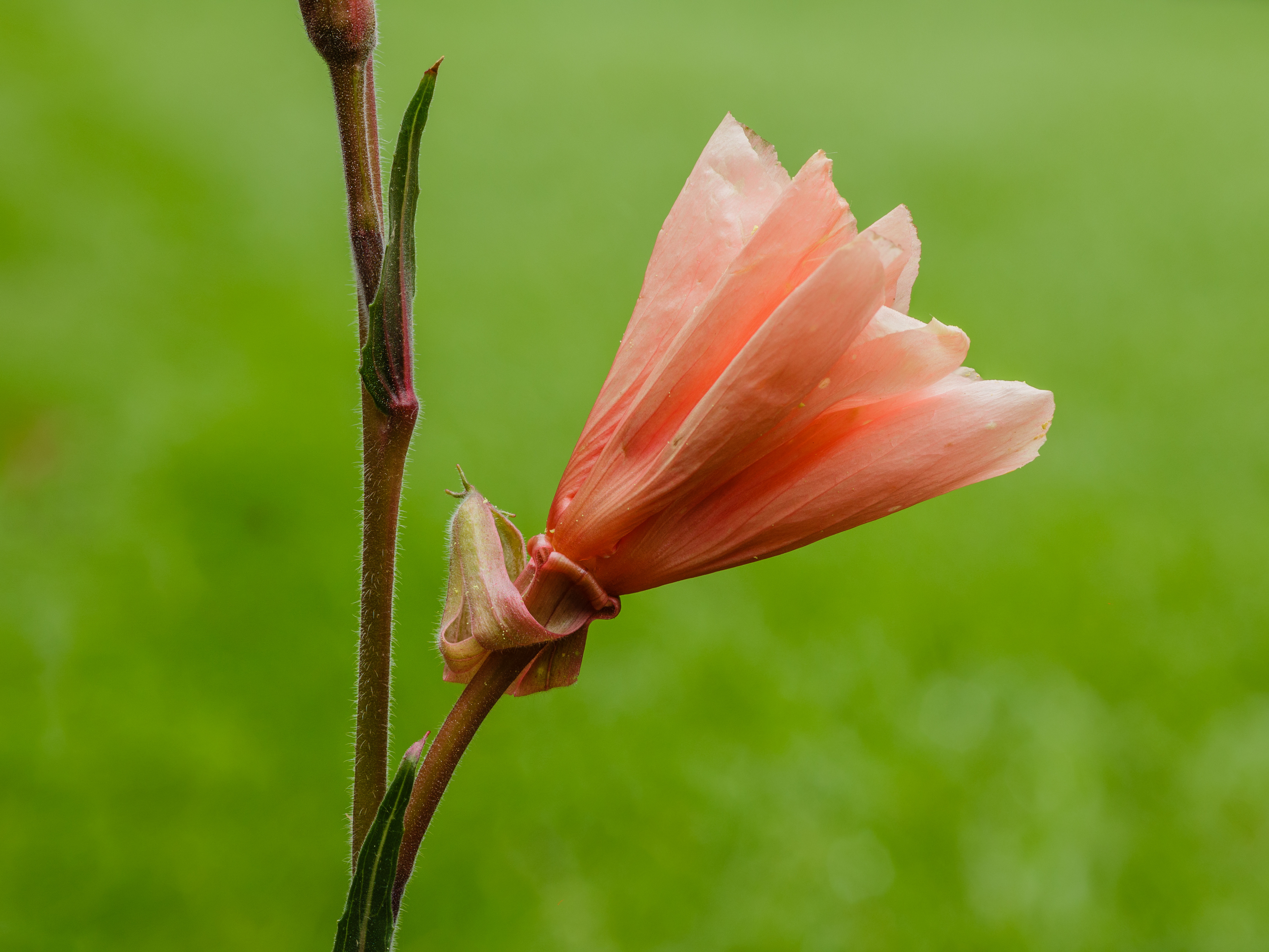
gesloten bloem.